# Bring Me Your Love
Bring Me Your Love är det andra studioalbumet av kanadensiska City and Colour som släpptes 12 februari 2008. Låtstilen på detta album liknar mer folkrock med inslag av munspel, basgitarr, trummor och banjo än det första albumet som endast innehöll akustisk gitarr och piano.
Den 2 februari 2008 läckte albumet ut på internet och den 8 februari kunde man lyssna på hela albumet via City and Colours officiella MySpaceprofil
Musikvideon för första singeln "Waiting..." släpptes 24 januari 2008 och låg på Canadian Hot 100 i nio veckor.
I oktober 2008 tillkännagav Dine Alone Records att en två-skivors specialutgåva av Bring Me Your Love skulle släppas 2 december 2008. Endast 6000 exemplar släpptes. När skivbolaget släppte albumet för förbokningar på deras hemsida den 20 november 2008 var det så många som ville beställa albumet att hemsidan kraschade.
Gordon Downie, från The Tragically Hip, gör ett gästframträdande på albumet genom att sjunga tredje versen på andra singeln "Sleeping Sickness" som även den låg på Canadian Hot 100 i nio veckor. Videon för "Sleeping Sickness" släpptes 27 juni 2008.
Albumnamnet är taget från en bok av Charles Bukowski. Det är också en textrad i sista spåret "As Much As I Ever Could".

## Låtlista
Alla låtar skrivna och framförda av Dallas Green
1. "Forgive Me" - 2:08
2. "Confessions" - 3:46
3. "The Death of Me" - 3:10
4. "Body In a Box" - 4:12
5. "Sleeping Sickness" (med Gordon Downie) - 4:08
6. "What Makes a Man?" - 3:26
7. "Waiting..." - 4:54
8. "Constant Knot" - 4:03
9. "Against the Grain" - 3:46
10. "The Girl" - 6:00
11. "Sensible Heart" - 3:21
12. "As Much as I Ever Could" - 5:25
13. "I Don't Need to Know (Rough Mix)" (bonuslåt vid förbeställning på iTunes Store) - 2:59

## Låtlista (specialutgåva)
Denna två-skivors specialutgåva släpptes 2 december 2008. Utgåvan var begränsad till 5000 exemplar i Nordamerika och 1000 exemplar i Australien. Specialutgåvan innehåller nytt omslag, originalskivan, en skiva med 14 demoversioner, två tidigare osläppt spår och ett handskrivet häfte med fotografier bakom kulisserna av Vanessa Heins. Ett paket med denna specialutgåva och en speciell t-shirt såldes i 100 exemplar i Kanada. Inom några timmar var de slutsålda.
Alla låtar skriva och framförda av Dallas Green

### CD 1
1. "Forgive Me" - 2:08
2. "Confessions" - 3:46
3. "The Death of Me" - 3:10
4. "Body in a Box" - 4:12
5. "Sleeping Sickness" (med Gordon Downie) - 4:08
6. "What Makes a Man?" - 3:26
7. "Waiting..." - 4:54
8. "Constant Knot" - 4:03
9. "Against the Grain" - 3:46
10. "The Girl" - 6:00
11. "Sensible Heart" - 3:21
12. "As Much As I Ever Could" - 5:25
13. "Faithless" (Tidigare osläppt) - 2:34
14. "I Don't Need to Know" (Tidigare osläppt) - 3:00

### CD 2
1. "Forgive Me" (Demoversion) - 2:21
2. "Confessions" (Demoversion) - 4:35
3. "The Death of Me" (Demoversion) - 3:31
4. "Body in a Box" (Demoversion) - 4:39
5. "Sleeping Sickness" (Demoversion) - 4:14
6. "What Makes a Man?" (Demoversion) - 3:36
7. "Waiting..." (Demoversion) - 4:37
8. "Constant Knot" (Quiet demoversion) - 4:38
9. "Constant Knot" (Horns demoversion) - 4:20
10. "Against the Grain" (Demoversion) - 4:46
11. "Sensible Heart" (Demoversion) - 4:19
12. "As Much as I Ever Could" (Demoversion) - 5:04
13. "Faithless" (Tidigare osläppt demo) - 2:47
14. "I Don't Need to Know" (Tidigare osläppt demo) - 3:34